# Синан
Коджа мимар (архитект) Синан ага (на османски турски: قوجه معمار سنان آغا) е османски архитект и инженер, смятан за най-значимия строител в историята на османската архитектура. Работи по времето на султаните Сюлейман I, Селим II и Мурад III. Стилът му е силно повлиян от архитектурата на константинополската катедрала „Света София“.
Получил обучение като военен инженер, Синан израства в йерархията на Еничарския корпус до званието ага. Той придобива инженерните си умения по време на военните походи, превръщайки се в специалист по изграждането на всевъзможни укрепления, както и на използвана от армията инфраструктура – пътища, мостове, акведукти. На около петдесетгодишна възраст той е назначен за главен султански архитект и започва да използва придобитите в армията познания за изграждането на различни религиозни и други обществени сгради, като остава на тази длъжност почти половин век.
Сред проектираните и построени от Синан повече от 300 сгради се отличават джамиите „Сюлеймание“ в Истанбул, най-известната му работа, и „Селимие“ в Одрин, смятана за негов шедьовър. По-известни негови сгради в днешна България са джамиите „Баня баши“ и „Коджа дервиш Мехмед паша“ (днес църква „Свети Седмочисленици“) в София.

## Биография

### Произход и ранни години
Поради оскъдните сведения за ранните години на Синан, в литературата съществуват разногласия относно неговия етнически произход. Известно е, че той е роден на 15 април 1489 година в село Аърнас край град Кайсери в югоизточната част на Мала Азия и че на 21 години е отведен в Еничарския корпус въз основа на кръвния данък. Тъй като този данък не е събиран от мюсюлманите, се предполага, че Синан е с християнски произход. Повечето съвременни източници определят произхода му като византийски.
В някои арменски източници се твърди, че Синан е с арменски произход. В полза на тази хипотеза, освен значителното арменско население в Мала Азия, говори писмо на Синан до султан Селим II от 1573 година, в което моли семейството му да бъде изключено от масовото изселване на арменците от град Кайсери.
Някои български историци, позовавайки се на наличието на известен брой българи-богомили в областта Караман, смятат, че произходът на Синан е български.

### Военна служба
Като част от обучението в Еничарския корпус Синан работи като килимар и като инженер при изграждането на постройки в Истанбул (последното предполага произход от фамилия на строители). Като войник участва в походите на Сюлейман Великолепни в Родос, Белград, Багдад, Молдова, по време на които се издига до длъжността на командващ султанската гвардия. По това време Синан е зает преди всичко с изграждането на понтонни мостове. Първата приписвана нему сграда е джамията на Хусрев паша в Халеб, построена през 1536-1537 година. Комплексът се състои от куполна джамия, квадратен двор и две медресета.

### Строителна дейност
През 1538, на 47-годишна възраст Синан е назначен от Сюлейман Великолепни за главен архитект на Истанбул. През следващите 50 години той изгражда над 300 различни постройки, надлежно описани от неговия приятел и биограф Мустафа Са'и.
Първата възложена му задача като дворцов архитект е от Хасеки Хюррем, съпругата на султан Сюлейман, известна още като Роксолана, това е изграждането на женска болница. Комплексът се състои от болница, приют, джамия и медицинско училище.
Първият мащабен проект, който Синан изпълнява, е изграждането на Шехзаде джамия. Построена е в памет на престолонаследника Шехзаде Мехмед, като комплексът се състои от медресе, приют, училище, джамия и гробницата на принца. Следващият важен строеж е изграждането на Искеле джамия в Юскюдар по поръчка на Михримах Султан, любимата дъщеря на султан Сюлейман I. Това е първата от три пострйки, изградени по поръка на Михримах Султан и нейния съпруг, великия везир Рюстем паша. Построена върху изкуствена площадка с цел да я защити от влагата на Босфора, джамията не разполага с вътрешен двор поради липсата на пространство. Вход към постройката осигурява двоен портик, което решение впоследствие се използва широко особено при изграждането на джамии по поръчка на висши османски функционери, непринадлежащи към османската фамилия. Подобно решение архитектът прилага и в джамиите на Рюстем паша в Текирдаг и Еминьоню, Истанбул.
Най-значимият проект, изпълнен от Синан през този период, е без съмнение джамията на султан Сюлейман. Комплексът, известен като Сюлеймание, утвърждава славата на Синан като най-значим османски архитект. Не на последно място тук пожелава да бъде погребан не само Сюлейман Великолепни, недалеч от гроба на Роксолана, тук почива и самият архитект. Комплексът с размери 330 на 200 метра е изграден на няколко тераси върху един от хълмовете с изглед към Босфора. Към комплекса принадлежат не само споменатите гробове, но и болница, медицинско училище, кухня за бедни, училище, четири медресета, многобройни дюкяни и, разбира се, самата джамия в центъра. Джамията има четири минарета.
Като своята майсторска работа архитектът посочва Селим джамия в Одрин. Изградена между 1569 и 1575, в постройката са видими множество от иновациите на Синан, въведени в по-ранни негови работи, както и нови решения, които заслужено нареждат джамията сред шедъоврите на ислямската архитектура. За първи път в историята на Османската архитектура е построен купол с диаметър, идентичен на този на Света София в Истанбул. Самият Синан твърди, че куполът е по-висок и по-голям от този на църквата в Константинопол, въпреки че реално е с равен диаметър и с няколко метра по-нисък, премерен от нивото на земята. Това говори за амбицията на османските архитекти да построят постройка, равна на ненадмината дълго време византийска катедрала.
Синан почива на 17 юли 1588 г. в Истанбул.

## Галерия
- Селим джамия
- Шехзаде джамия
- Купол на Селим джамия
- Тюрбето на Роксолана